# (A)TUA
(A)TUA (en français : Agis, abrégé en A)T) est un parti politique portugais.

## Histoire
Fondé par António Mateus Dias et Fernando Loureiro en tant que Parti uni des retraités (en portugais : Partido Unido dos Reformados e Pensionistas, abrégé en PURP), l'inscription du parti est actée par le Tribunal constitutionnel le 13 juillet 2015, trois mois après le dépôt d'un nombre de signatures de citoyens supérieur à celui fixé par la loi pour la création d'un parti politique (7500).
Le PURP concourt à ses premières élections législatives en 2015, obtenant 0,26% des suffrages exprimés et ne faisant élire aucun de ses candidats. Il obtient son meilleur score aux élections régionales de 2019 à Madère avec 1,23% des suffrages exprimés.
En 2024, le parti change de nom pour devenir l'(A)TUA.

## Idéologie
Sous le nom de Parti uni des retraités, le parti fait de la défense des droits des retraités sa priorité. Ainsi, il promeut entre autres l'augmentation des plafonds minimaux de pension et de salaire. Se définissant comme défenseur des valeurs de solidarité, le parti se place également en opposition à la corruption dans le secteur politique et administratif portugais. Enfin, il fait de la lutte contre les politiques de rigueur (austérité) l'un de ses fers de lance.
Inclassable sur l'usuel axe gauche-droite de l'échiquier politique, il peut être qualifiable de parti attrape-tout.

## Résultats électoraux

### Élections législatives
| Année | Tête de liste          | Voix                   | %                      | Rang                   | Sièges                 | Statut              |
| ----- | ---------------------- | ---------------------- | ---------------------- | ---------------------- | ---------------------- | ------------------- |
| 2015  | António Mateus Dias    | 13 979                 | 0,26                   | 16e                    | 0 / 230                | Extra-parlementaire |
| 2019  | Fernando Loureiro      | 11 491                 | 0,22                   | 17e                    | 0 / 230                | Extra-parlementaire |
| 2022  | Pas de liste présentée | Pas de liste présentée | Pas de liste présentée | Pas de liste présentée | Pas de liste présentée | Extra-parlementaire |
| 2024  | Pas de liste présentée | Pas de liste présentée | Pas de liste présentée | Pas de liste présentée | Pas de liste présentée | Extra-parlementaire |
| 2025  | Pas de liste présentée | Pas de liste présentée | Pas de liste présentée | Pas de liste présentée | Pas de liste présentée | Extra-parlementaire |

### Élections européennes
| Année | Tête de liste          | Voix                   | %                      | Rang                   | Sièges                 | Statut              |
| ----- | ---------------------- | ---------------------- | ---------------------- | ---------------------- | ---------------------- | ------------------- |
| 2019  | Fernando Loureiro      | 13 582                 | 0,41                   | 15e                    | 0 / 21                 | Extra-parlementaire |
| 2024  | Pas de liste présentée | Pas de liste présentée | Pas de liste présentée | Pas de liste présentée | Pas de liste présentée | Extra-parlementaire |

### Élections régionales

#### Région autonome des Açores
| Année | Tête de liste          | Voix                   | %                      | Rang                   | Sièges                 | Statut              |
| ----- | ---------------------- | ---------------------- | ---------------------- | ---------------------- | ---------------------- | ------------------- |
| 2016  | Manuel Borges Moniz    | 451                    | 0,48                   | 8e                     | 0 / 57                 | Extra-parlementaire |
| 2020  | Pas de liste présentée | Pas de liste présentée | Pas de liste présentée | Pas de liste présentée | Pas de liste présentée | Extra-parlementaire |
| 2024  | Pas de liste présentée | Pas de liste présentée | Pas de liste présentée | Pas de liste présentée | Pas de liste présentée | Extra-parlementaire |

#### Région autonome de Madère
| Année | Tête de liste          | Voix                   | %                      | Rang                   | Sièges                 | Statut              |
| ----- | ---------------------- | ---------------------- | ---------------------- | ---------------------- | ---------------------- | ------------------- |
| 2019  | Rafael Macedo          | 1 766                  | 1,23                   | 8e                     | 0 / 47                 | Extra-parlementaire |
| 2023  | Pas de liste présentée | Pas de liste présentée | Pas de liste présentée | Pas de liste présentée | Pas de liste présentée | Extra-parlementaire |
| 2024  | Pas de liste présentée | Pas de liste présentée | Pas de liste présentée | Pas de liste présentée | Pas de liste présentée | Extra-parlementaire |

### Élections municipales
| Année | Municipalités          | Municipalités          | Municipalités          | Municipalités          | Municipalités          | Freguesias             | Freguesias             | Freguesias             |
| Année | %                      | Rang                   | Maires                 | Échevins               | Conseillers            | %                      | Rang                   | Conseillers            |
| ----- | ---------------------- | ---------------------- | ---------------------- | ---------------------- | ---------------------- | ---------------------- | ---------------------- | ---------------------- |
| 2017  | 0,01                   | 38e                    | 0 / 308                | 0 / 2074               | 0 / 6461               | 0,01                   | 38e                    | 0 / 27019              |
| 2021  | Pas de liste présentée | Pas de liste présentée | Pas de liste présentée | Pas de liste présentée | Pas de liste présentée | Pas de liste présentée | Pas de liste présentée | Pas de liste présentée |

### Sources de traduction
- (pt)/(en) Cet article est partiellement ou en totalité issu des articles intitulés en portugais « Partido Unido dos Reformados e Pensionistas » (voir la liste des auteurs) et en anglais « United Party of Retirees and Pensioners » (voir la liste des auteurs).